# 英汉大词典
《英汉大词典》，是由中國上海译文出版社出版的一部大型英漢工具詞典，兼具语文及百科功能，主编是復旦大學教授陸谷孫。

## 版本
- 《英漢大詞典（第1版）》：上卷於1989年發行，下卷於1991年9月發行。[1]
- 《英漢大詞典（第1版）》單卷縮印本：1991年發行。
- 《英漢大詞典（補編）》：1999年發行單卷本補編，收詞達3500條。
- 《英漢大詞典（第2版）》：2001年起由主編陸谷孫主導展開大幅修訂工作，2007年發行時收詞超過22萬條。
- 《英漢大詞典（第一版）》香港三聯書店出版，港台地區皆使用此繁體字版